# Veronika Mila Popić
Sestra Veronika Mila Popić (Zagreb, 24. svibnja 1976.) hrvatska je povjesničarka, kroatistkinja, anglistkinja i publicistkinja, članica Družbe sestara milosrdnica sv. Vinka Paulskog – Zagreb, Provincije Majke Dobrog Savjeta – Rijeka. Bavi se novijom hrvatskom poviješću. Autorica je knjiga  Sestra Žarka Ivasić, mučenica svoga zvanja, zatim Milosrđe otkupljuje mržnju – Odnos jugoslavenskog komunističkog režima prema Družbi sestara milosrdnica svetog Vinka Paulskog – Zagreb od 1945. do 1952. godine i knjige duhovnih misli Zrenje riječi, kao i niza znanstvenih, stručnih i publicističkih radova te prijevoda s engleskog jezika. Predsjednica je udruge Depaul Hrvatska, hrvatskog ogranka međunarodne karitativne organizacije Depaul International, i voditeljica Kuće utočišta, dnevnog centra za beskućnike i osobe u riziku od siromaštva i socijalne isključenosti koji djeluje u sklopu Samostana Majke Dobrog Savjeta u Rijeci. Članica je Komisije za Hrvatski martirologij Hrvatske biskupske konferencije i Biskupske konferencije Bosne i Hercegovine, Hrvatskog nacionalnog odbora za povijesne znanosti i Povjerenstva za suradnju Vinkovske obitelji (Vincentian Family Collaboration Commission). 

## Životopis
Opću gimnaziju završila je u Puli, a studij kroatistike i anglistike 2001. godine na Filozofskom fakultetu Sveučilišta u Zagrebu s temom diplomskog rada Služba u čast svetom Adalbertu u Bečkom fragmentu časoslova (Code Slave 12). 1998. godine započinje trogodišnju redovničku formaciju u Družbi sestara milosrdnica sv. Vinka Paulskog – Zagreb. Ulaskom u novicijat 1999. godine dobiva redovničko ime sestra Veronika. Polaže prve redovničke zavjete u Rijeci 2001. te doživotne zavjete 2006. godine, također u Rijeci. 2004. godine magistrira na Studiju kršćanske duhovnosti Heythrop College Sveučilišta u Londonu s temom Christian Community as a School of Love. Od 2007. sustavno se bavi novijom hrvatskom poviješću u kontekstu službenog prikupljanja i obrade dokumentacije u vezi postupka za proglašenje blaženom sestre Žarke Julijane Ivasić. 2016. završava poslijediplomski doktorski studij povijesti na Hrvatskim studijima Sveučilišta u Zagrebu obranivši doktorski rad Odnos jugoslavenskog komunističkog režima prema Družbi sestara milosrdnica svetog Vinka Paulskog – Zagreb od 1945. do 1952. godine koji zatim priređuje u knjizi Milosrđe otkupljuje mržnju, objavljenoj 2021. u izdanju Kršćanske sadašnjosti. 2021. objavljuje i zbirku duhovnih misli Zrenje riječi. Suradnica je Prvog programa Hrvatskoga radija, tjednika Hrvatsko slovo, časopisa Kana i drugih. Jedna je od osnivačica zajednice Marijanske vinkovske mladeži u Rijeci i suurednica glasila sestara milosrdnica Provincije Majke Dobrog Savjeta – Rijeka Milosrdnica. Kao voditeljica Kuće utočišta i predsjednica udruge Depaul Hrvatska od 2016. organizira i provodi niz akcija, projekata i redovnih djelatnosti usmjerenih prema zbrinjavanju, podršci i resocijalizaciji beskućnika i osoba u riziku od siromaštva na području grada Rijeke.

## Knjige
- Sestra Žarka Ivasić, mučenica svoga zvanja. Družba sestara milosrdnica sv. Vinka Paulskog – Zagreb. Zagreb, 2010.
- Milosrđe otkupljuje mržnju – Odnos jugoslavenskog komunističkog režima prema Družbi sestara milosrdnica svetog Vinka Paulskog – Zagreb od 1945. do 1952. godine. Kršćanska sadašnjost, Biblioteka Analecta Croatica christiana. Zagreb, 2021.
- Zrenje riječi. Kršćanska sadašnjost. Zagreb, 2021.

## Članstva
- Depaul Hrvatska
- Depaul International
- Komisija Hrvatske biskupske konferencije i Biskupske konferencije Bosne i Hercegovine za hrvatski martirologij
- HNOPZ: Hrvatski nacionalni odbor za povijesne znanosti
- Povjerenstvo za suradnju Vinkovske obitelji
- Marijanska vinkovska mladež  Arhivirana inačica izvorne stranice od 12. lipnja 2016. (Wayback Machine)
- Društvo za povjesnicu Zagrebačke nadbiskupije Tkalčić
- Matica hrvatska